# Dee Davis
Darwin Davis, detto Dee (Bloomington, 10 marzo 1993), è un cestista statunitense.